# 윷놀이

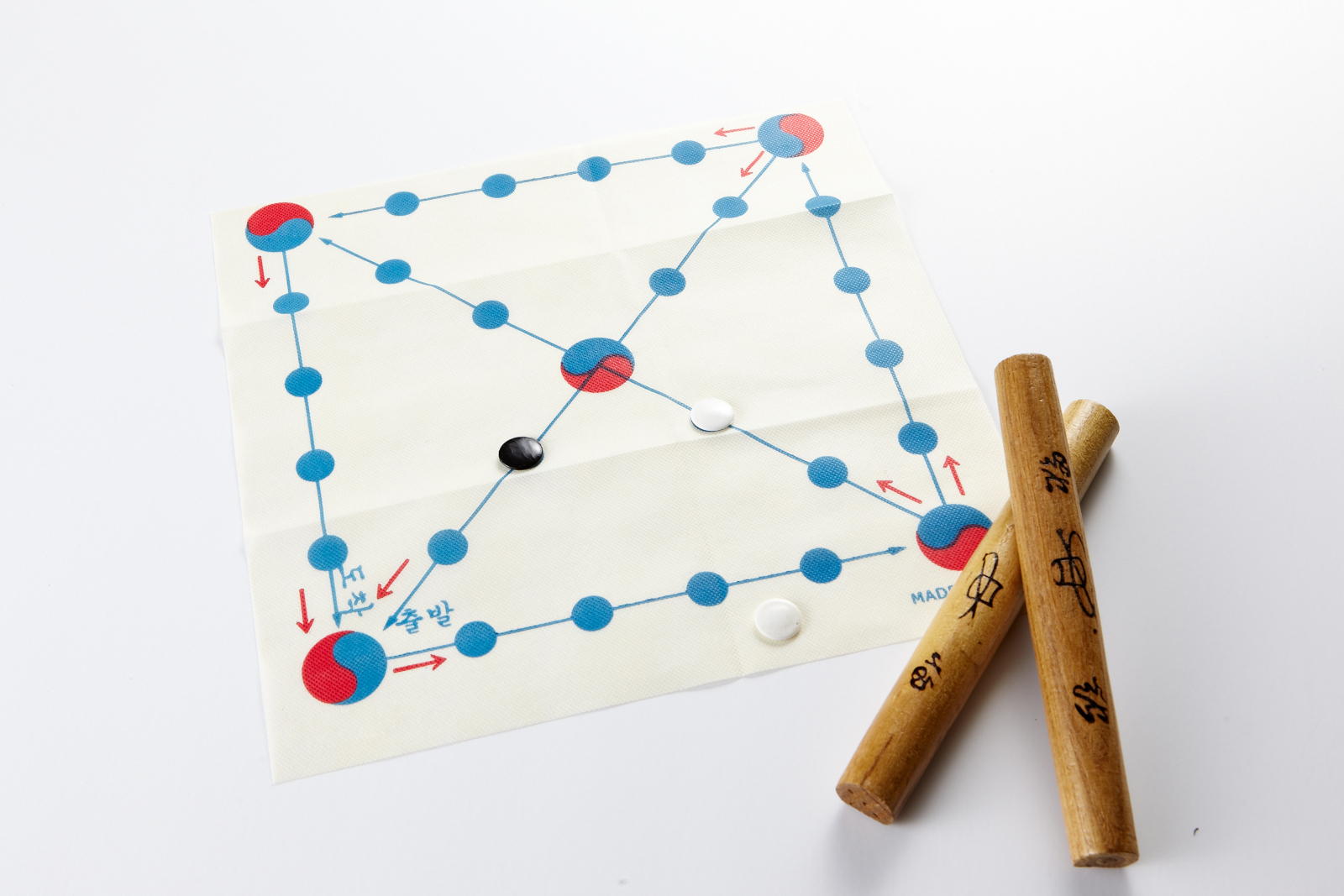
윷놀이

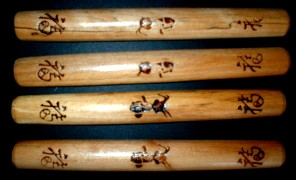
윷가락

윷놀이(Yunnori or Yutnori)는 정월 초하루부터 대보름까지, 4개의 윷가락을 던지고 그 결과에 따라 말(馬)을 이동시켜 승부를 겨루는 전통놀이로, 나무로 윷을 만들어 여러 사람이 편을 갈라 즐기는 놀이이다.
네 개의 단면이 반달 모양인 가락을 던져서 말을 움직여 노는 한국의 민속놀이이며, 한자어로는 '척사' 또는 '척사희(擲柶戱)'라고 한다. 윷놀이는
1. 두 명 이상의 참가자,
2. 윷
3. 윷판,
4. 하나 이상의 말(윷판위를 돌아 다니는 표식자)로 구성된다.

놀이 방법은 윷판의 양쪽에 각각 말 4개씩을 놓고 윷을 교대로 던져 결승점(도착지점)을 4개 모두 먼저 통과시키는 편이 이긴다.

## 역사
윷의 기원에 대해 성호 이익은 '고려의 유속'이라 했고, 육당 최남선은 '조선 특유 민속'이라 했으며, 단재 신채호는 '부여에 그 기원을 두었으며, 부여의 사출도 전통이 윷에 투영되었다'고 했다. 즉, 저가(猪加)가 돼지를 뜻하는 '도'에, 구가(狗加)가 개를 뜻하는 '개'에, 우가(牛加)가 소를 뜻하는 '윷'에, 마가(馬加)가 말을 뜻하는 '모'에 반영된 것이고 걸은 의문으로 남겨두었다.
고조선의 정치제도였던 5가(五加: 마가, 우가, 양가, 구가, 저가)를 보면 양이 포함되어 있는데 한자에 수놈의 양 결이라고 하고, 큰 양을 갈(羯)이라고 하니 여기에서 걸이 나온것으로 보인다. '돼지, 개, 양, 소, 말'등의 동물들이, 대략 몸집 크기 순이나 한걸음의 크기순이기도 하여 끗수와도 연관지어진다. 부여의 관직 이름에도, 가축이름에서 나왔으며 여섯 가축에는 '양'과 '낙타'도 포함돼 있다.
윷과 소와의 관련성은 소의 방언으로 '슈, 슛, 슝, 즁, 중, 쇼' 등이 남은 것으로 보아, 이 윷과 소로 나뉘었다는 주장이 있으며, 참고로 북한에서는 "똘·개·걸·중(슝)·모"라고 부른다.

## 놀이 기구

### 윷가락
윷가락은 각 참가자가 던지는 소품이다. 단면이 반달 모양인 네개의 가락(막대기) 또는 콩알 반쪽을 사용한다. 현대에 와서는 놀이 상품으로서의 윷은 나무막대기가 일반적이며 콩알을 파는 경우는 흔치 않다. 가락 또는 알의 둥근 면을 '등'(또는 뒤)이라 부르고, 평평한 면을 '배'(또는 앞)라고 부른다. 등이 나온 결과를 '엎어졌다'라고 하고, 배가 나온 결과를 '까졌다'고 부른다.
윷은 '가락윷'이라고도 하는 '장작윷'과 밤톨처럼 작은 '밤윷'의 두 종류가 있다. 그러나 오늘날에는 시중에서 파는 것을 사서 즐기기도 한다. 장작윷은 길이 15~20cm, 지름 3~5cm로 4짝을 높이 던지며, 밤윷은 밤톨처럼 작은 4짝의 윷을 조그만 공기에 담아 흔들다가 던진다.

### 윷판

윷판

윷판은 던져진 윷가락의 결과를 이용해서 말을 놓는 소품으로 말이 머물수 있는 정점과 이것들로 구성된 길이 표시되어 있다.
고대 암각화 및 전례되는 문헌에 등장하는 윷판은 예외 없이 모두 둥그런 모습인데, 이는 하늘은 둥글다(天圓地方)는 고대인의 생각을 담고 있는 것으로 생각된다(정사각형 모양은 후대로 전해 내려오는 가운데 변형된 것으로 생각된다.).
윷판의 한가운데는 대개 북극성이라고 하며, 나머지 28개 자리는 동양의 주된 별자리인 28수 또는 북극성을 중심으로 돌아가는 북두칠성(사계에 따른 일곱별의 위치 변화)이라고도 한다. (북극성을 중심으로 북두칠성과 카시오페아가 서로 마주보고 있는데, 일부 암각화에서는 카시오페아와 대칭되는 북두칠성 자리에 윷판이 그려져 있는 것이 발견되었다.)
또한, 중국 초한시대에 항우가 유방과의 최후의 결전지인 동성에 쳤던 진의 모양이라고 하여 동성진도라고도 하였다.
정사각형의 윷판으로 설명하면 가로 세로 다섯개의 눈금의 정사각형과 그 안에 교차하는 두 대각선의 모양이며, 출발점은 정사각형의 한 꼭짓점이다.

### 말
말은 윷판 (또는 말판)에 표시되는 참가자의 위치한 상태를 가리키는 소품이며, 한 참가자당(또는 편)에 넉 동(4개)씩 주어지는 것이 일반적이다. 말은 전통적으로 나무를 깎아 만든 둥근 혹은 각진 토막이나 또는 작은 돌 따위를 사용하였으나
현대에 와서는 동전이나 바둑알등 참가자(또는 편)을 나타낼 수 있는 작은 소품을 사용한다.
말은 던져진 윷의 결과에 따라서 윷셈과 말길을 따라 이동하게 된다. 말을 쓰는 것을 일러 "말코"를 쓴다고 하는데, "도"에서 시작(첫 발)해 한 바퀴를 돌아 "참먹이"로 돌아오는 것(이것을 "났다" 또는 "펐다"라고 부른다.) 이 놀이의 목적이다. 단, 중요한 것은 말이 참먹이를 통과해야 나는 것이며 참먹이에서 멈추면 난 것이 아니다. 상대편 말이 참먹이에서 멈췄다면 참먹이에서 잡을 수 있다.

## 놀이 규칙
참가자가 여럿일 경우 팀(무리)를 만들어 놀이를 진행할 수도 있다. 참가자는 차례로 윷을 던지고 윷셈 규칙과 말길 규칙에 따라서 말을 윷판에 놓게 된다. 이때 말을 쓰는 경우의 수가 복수개가 존재하는 경우, 참가자는 그중에 (최선의) 하나를 택하게 된다. 모든 말이 먼저 시작점으로 돌아와 나오는 참가자가 놀이의 승자가 된다.

### 윷셈
윷의 셈은 윷가락 중 평평한 면을 앞면 (또는 배) 이라고 하는데 이 앞면이 위로 향한 윷가락의 개수에 따라서 다섯 가지 혹은 여섯 가지로 다음의 표와 같이 나뉜다. 그림에서 'x'면이 등(뒷)면, 그렇지 않은 면이 배(앞)면을 표
하고 있다.
| 이름                           | 상태              | 설명 |
| ------------------------------ | ----------------- | --- |
| 도                             | 앞 · 뒤 · 뒤 · 뒤 | 앞이 하나인 경우 말을 한 칸 전진시킨다. |
| 개                             | 앞 · 앞 · 뒤 · 뒤 | 앞이 둘인 경우 말을 두 칸 전진시킨다. |
| 걸                             | 앞 · 앞 · 앞 · 뒤 | 앞이 셋인 경우 말을 세 칸 전진시킨다. |
| 윷                             | 앞 · 앞 · 앞 · 앞 | 모두 앞면인 경우 말을 네 칸 전진시키며, 윷을 다시 한 번 던질 수 있다. |
| 모                             | 뒤 · 뒤 · 뒤 · 뒤 | 모두 뒷면인 경우 말을 다섯 칸 전진시키며, 윷을 다시 한 번 던질 수 있다. |
| 뒷도 또는 백도(빽도) 또는 후도 | 앞 · 뒤 · 뒤 · 뒤 | 앞이 하나이나 '뒤'가 표시되어 있는 것인 경우 말을 한 칸 후퇴(뒤로 보냄)시킨다. 좌측 그림에서 점이 찍힌 앞면이 뒷도가 표시된 윷가락을 나타내는 예이다. (그러나 꼭 '점'을 뒷도로 사용할 필요는 없다.) |
| 낙                             |                   | 윷가락 중 하나 이상이 멍석을 나갈 경우 그대로 차례가 넘어간다. |

조선민주주의인민공화국에서는 2006년 김정일의 지시에 따라 뒤라고 표시된 도를 두 개 만들어서 사용한다. 두개가 다 표시된 것이 나올 경우 두 후도라고 한다.

### 말길
윷판에서 말이 갈 수 있는 길은 모두 네 가지(단, "뒷도"를 인정하는 경우 '도' 로 한 칸 나간 뒤, 뒷도로 단숨에 날밭으로 이동하는 최단 경로를 사용하는 규칙도 적용 가능)가 있다. 나온 윷과 그리고 말을 쓰기에 따라서 빨리 말이 날 수 있는 길이 있는가 하면(모서리에서는 무조건 사선으로 이동), 거북이 걸음으로 윷판을 한바퀴 돌아야 하는 길이 있다. 위의 그림에서 첫 번째 것은 가장 빠른 말길을 나타내고 있으며, 두 번째 그리고 세 번째 그림은 거리상 서로 같은 말길, 그리고 네 번째 그림은 가장 느린 말길을 나타내고 있다. 또, 말길은 계절에 비춰 첫 번째가 "동지", 두·세 번째를 "춘분/추분", 마지막 네 번째를 "하지"에 대한 표현으로 말하기도 한다.

### 한 번 더 던지기
윷은 참가자들 사이에 차례로 '한 번'씩 던지게 되나, 다음의 경우 참가자는 윷을 한 번 더 던지는 기회를 갖는다. 한 번 더 또는 그 이상을 던져 나온 윷들은 모두 순서를 바꾸어 사용할 수 있다.
- 윷이 나온 경우
- 모가 나온 경우
- 다른 참가자의 말을 잡은 경우
  - 윷이나 모를 이용하여 다른 참가자의 행마를 잡은 경우에는 중복해서 다시 던지기를 할 수 없다.(예, 윷이나 모로 잡은 경우, 두 번이 아닌 한 번만 다시 던질 수 있다)

### 잡기와 업기
윷을 던져 이동할 때 해당 위치에 말이 있다면 다음과 같은 행동을 할 수 있다.
- 자신(혹은 아군)의 말이 있다면 다수의 말을 업을 수 있다. 업게 된 말은 이후 이동에서 함께 움직이며 단, 잡히기 전에는 다시 분리할 수 없다.
- 상대(혹은 적군)의 말이 있다면 잡을 수 있다. 이때 상대의 잡힌 말은 주인의 손으로 돌아간다. 여러 말을 업고 있던 경우 업은 말을 포함해 전부 돌아간다.

### 뒷도에 따른 움직이기
윷중 특정 윷에 표시가 되어있는 윷의 앞부분이 보여 도가 나왔을 경우 말을 한 칸 뒤로 물린다.
말판 위에 자신의 말이 하나도 없을 경우 낙으로 처리되어 말을 놓지못하고 차례를 다음으로 넘기는 규칙도 있고, 말이 없을 때 뒷도가 나왔을 경우 날윶으로 가서 바로 날 수 있는 규칙도 있다.
날밭으로 돌아가게 되는 경우, 도를 한 뒤 뒷도가 나와 출발로 오게 된 말이 바로 날 수 있는지도 규칙마다 다르다.
조선민주주의인민공화국에서는 날밭위치나 날윷으로 돌아가는 경우 한바퀴를 돈 것으로 보았으나 현재는 탈락하는 것으로 본다.

### 특별 규칙
칸에 퐁당(함정)을 추가하여 말이 죽게 되는 규칙을 추가하기도 한다. 
모서리에 걸렸을 경우 최단거리로 간다.

## 놀이의 특징

### 던지기 기술 존재
윷의 결과는 (뒷도를 제외하면) 모두 다섯 가지 (도, 개, 걸, 윷, 모) 경우의 수가 존재하고 따라서 확률을 이용한 놀이로 볼 수 있다. 그러나 육면체 주사위 놀이와 비교하면, 윷놀이는 윷을 던지는 방법에 따라서 불균일한 확률적 결과를 갖는다. 그 이유는 윷가락의 단면이 반달 모양 즉 반원 이어서, 평평한 면(배)이 위로 되는 확률과 둥근면(등)이 위로 되는 확률이 윷을 던지는 방법에 따라서 다르다.
윷가락의 단면이 반달 모양인 관계로, 모와 도, 그리고 뒷도처럼 많은 수의 윷가락이 등(뒤)이 나오는 경우를 위하여는, 윷가락이 구르는 형태의 던지는 기술이 필요하다. 반면에 걸과 윷처럼 대다수의 가락이 배(앞)으로 놓여야 하는 경우에는 윷가락이 바닥에서 구르지 않도록 윷을 던지는 기술이 바람직하다.
모의 확률을 높이기 위해 윷가락을 너무 굴릴 경우를 방지하기 위해서 윷 투척시 탄성(튀는 성질)을 높이기 위해서 바닥에 지푸라기 멍석이나 두꺼운 카펫을 사용하는 것이 좋다. 뿐만 아니라 망석, 담요, 카펫의 사용은 아파트 등지의 주거형태에서의 윷 투척시에 나는 소음 방지등에도 도움이 된다. 윷가락을 굴렸을 경우의 이점을 없애기 위해서, 윷가락이 망석(담요, 카펫) 밖을 나가면 그 결과를 셈하지 않는 방법등이 응용되기도 한다.

### 전략적 선택이 필요
윷놀이는 '하나'의 던진 결과를 윷판에 놓는 방법(즉, 말을 쓰는 방법)에 있어서 '복수개'가 존재하는 경우가 빈번히 발생하는데, 그 이유는
1. 복수개의 말을 사용한다는 점,
2. '한번 더'의 규칙이 존재한다는 점,
3. 복수개의 말 길이 선택 가능하다는 점
등을 꼽을 수 있다.

#### 말을 업을 것인가 업지 않을 것인가
예를 들자면, 세 개의 말을 사용하는 경우, 하나의 말이 걸(처음에서부터 세 번째 떨어진 곳)의 위치에 있고, 윷의 결과가 걸이 나왔을 경우, 참가자는 기존에 걸의 위치에 있던 말을 걸을 이용 하여 세 칸 앞으로 이동 시킬 수도 있고, 새로운 말을 이용 해서 기존에 걸 위치에 있던 말과 합칠(이것을 '업는다'라고 부른다.) 수도 있다. 말을 업어 사용할 경우 업힌 말들은 동시에 이동 하는 까닭에 보다 신속한 말의 이동이 가능하지만, 한 번 잡히면 업힌 모든 말들이 몰살을 당하는 위험이 있어서 전략적인 선택이 필요하다.

#### 윷과 모의 '한번 더' 규칙 적용시 말을 어떻게 놓을 것인가
윷을 던진 결과가 윷 또는 모의 경우, 참가자는 한번 더 윷가락을 던질 기회를 갖는다. 경기 규칙에 따라서 (1) 한번 더 던지기 전에 참가자는 말을 윷판에 이동시킬 수도 있고, 또는, (2) 한번 더 던진 후에 그 결과를 보고 말을 놓을 수도 있다. 한번 더 던진 결과 또 다시 윷 또는 모가 나오거나 도, 개 또는 걸로 다른 말을 잡으면 그 때까지 나온 값에 따라 말을 이동시키거나 또다시 한번 더 던진 후에 그 결과를 보고 나머지 말을 놓을 수 있다.

#### 애매한 윷상태의 판단
윷을 던진 후 애매하게 놓인 윷의 상태로 논란이 이는 경우가 있다. 전통 윷놀이 규칙에 따르면 애매하게 놓인 윷을 재차 던진다.

## 윷점
동국세시기에 따르면, 섣달그믐날이나 새해 첫날에 윷을 던져 나온 패로 좋고 나쁨을 점쳐보는 놀이가 있었다고 한다. 윷의 가능한 조합은 도, 개, 걸, 윷, 모이지만 윷, 모는 같은 것으로 친다. 이에 따라 모두 64개의 점괘가 나오며, 각각의 경우에 따라 처신에 주의해야할 사항이나 그 해의 운수에 대한 풀이말이 정해져 있다.

## 인간 윷놀이
일반 윷놀이와 규칙은 같으나 사람이 윷 역할을 하거나 말 역할을 한다는 점에서 다르다.

## 윷놀이와 확률
윷놀이에서 평면이 위로 나올 확률이 50%라면 도, 개, 걸, 윷, 모가 나올 수학적 확률은 다음과 같다.
- 도: 1/4
- 개: 3/8
- 걸: 1/4
- 윷: 1/16
- 모: 1/16

그러나 윷 자체가 정확히 반원이 아니기 때문에 각각이 나올 확률은 이와 일치하지 않는다. 즉, 평면이 위로 나오는 확률에 따라 도, 개, 걸, 윷, 모가 나올 확률이 달라진다.
| 윷 평면 출현 확률 | 도        | 개        | 걸        | 윷        | 모        |
| ----------------- | --------- | --------- | --------- | --------- | --------- |
| 52%               | 23.00314% | 37.3801%  | 26.99674% | 7.311616% | 5.308416% |
| 54%               | 21.02458% | 37.02154% | 28.97338% | 8.503056% | 4.477456% |
| 56%               | 19.08122% | 36.42778% | 30.90842% | 9.834496% | 3.748096% |
| 58%               | 17.18842% | 35.60458% | 32.77882% | 11.3165%  | 3.111696% |
| 60%               | 15.36%    | 34.56%    | 34.56%    | 12.96%    | 2.56%     |